# アフマド・キャスラヴィー

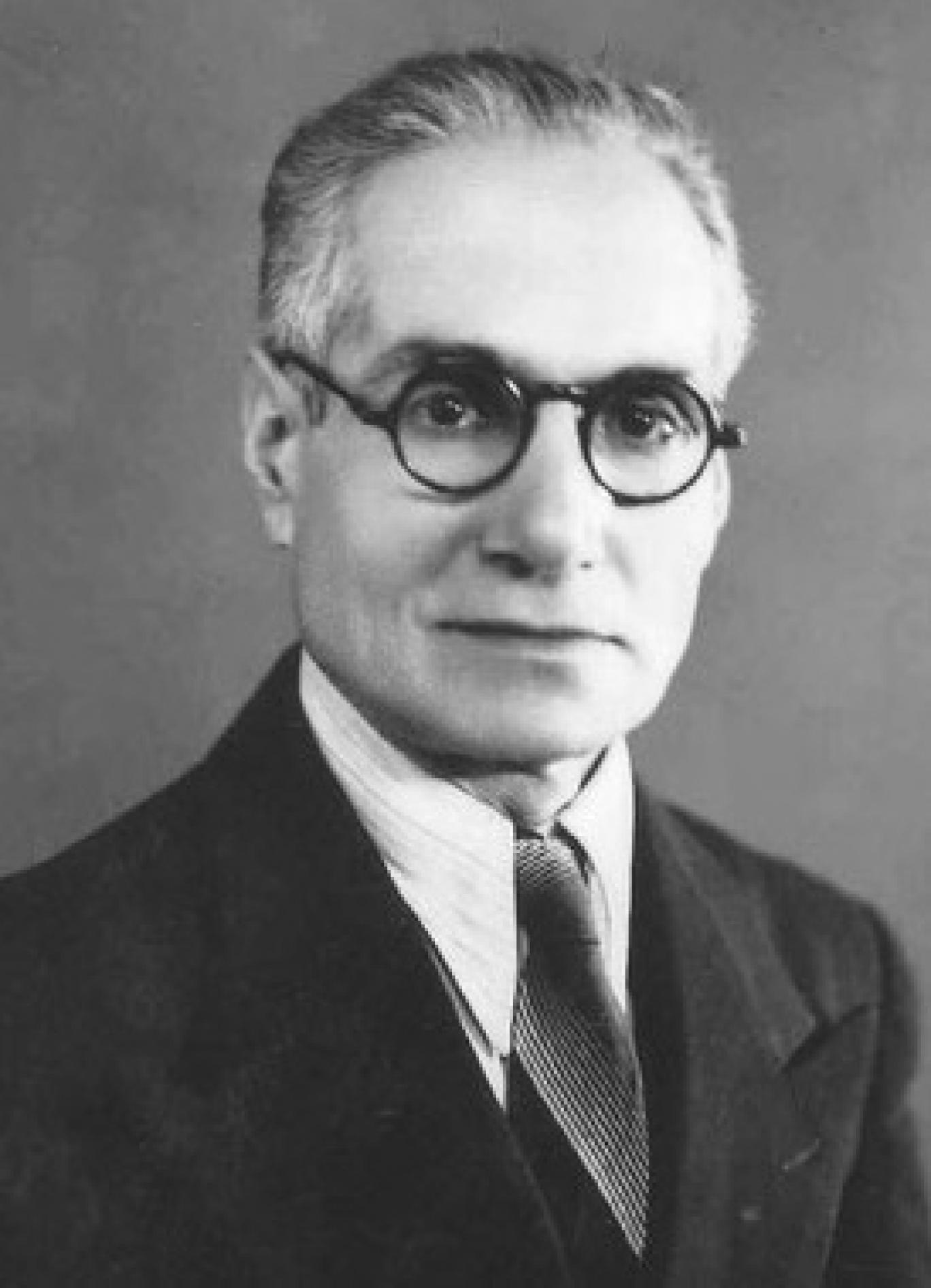
アフマド・キャスラヴィー

アフマド・キャスラヴィー（1890年7月29日 - 1946年3月11日、アゼルバイジャン語: Əhməd Kəsrəvi、ペルシア語: احمد کسروی）は著名なイラン人の言語学者、歴史学者、かつ改革者である。
イラン、タブリーズのホックマバード生まれであり、カスラヴィはイラン系アゼルバイジャン人である。当初、神学校に入学し、後にイラン立憲革命に参加した。1910年の彗星がハレー彗星が再び現れたものであると確認されていたことを知ると、西洋の学門へ転向した。この出来事の後、彼は神学を学ぶことをやめて、タブリーズのアメリカ記念学校に入学した。それを境にロイモタヘデの言う「真の反聖職者」と彼はなった。

## 生涯
彼はトビリシで初めて広い範囲の政治的な考えや動きを知るようになり、すぐに様々な文化的なポストで政府から雇われるようになった。
多作の作家であるカスラヴィはシーア派の聖職者と中央政府の政策に対して非常に批判的であった。彼の公に対する発信の仕方のおかげで多くの支持者が集まり、同時にレザー・シャーの時代から始まる批判も浴びた。Abdolhossein Teymourtashは彼の作品の有力な支持者であった一方で、Mohammad Ali Foroughiはカスラヴィの作品を強く例外視して、ファーハンゲスタンに彼が貢献することと出版を続けることを禁止した。しかも、彼は宗教に対して、自由主義的な考えをもち、民主主義の熱烈な支持者であり、“What Is the Religion of the Hajis with Warehouses?”のような風刺的なパンフレットでそのことを表明したため、多くの指導者の反感をかった。彼の見解はルーホッラー・ホメイニーなどの力のある敵を生んだ。
カスラヴィが革命当初、10代であり、当時、革命についての最も重要な同時代の証人の権威を十分に示すことができなかったにもかかわらず、立憲革命についての詳細な記述はその後起きた多くの事件の最も重大な情報源のうちの一つとしていまだに際立っている。

## 古代アゼリー語に関する研究
カスラヴィは古代アゼリー語についてのしっかりとしてはいるが議論を呼ぶような研究を行ったことで知られている。彼は古代アゼリー語はパーラビ語の流れを汲むものとして説明した。この発見によってロンドン王立アジア協会とアメリカン・アカデミーに一員になることができた。
古代アゼリー語は、ペルシャ語に密接に関連したものであり、トルコ語はセルジュークの侵攻をもってはじめて流入してきたものと説明し、イランのアゼリー人の真の国語はペルシャ語であり、ゆえにアーザルバーイジャーンにおいてはペルシア語による同化が行われるべきだと主張した。1927年から1928年にカスラヴィはサファビット朝の先祖を解明した研究を三つの論文にまとめた。その中でSafvat al-Safaに登場するサファビット朝の「公式な」家系図の信憑性を疑問視し、サファビット家 (tariqa) を作ったShaykh Safi al-Dinの先祖はイランにもともと住んでいた住民であると強力に主張している。今日では歴史家達の間ではサファビット朝はペルシャのクルド人を流れに汲むとする流れが一般的である。

## 晩年
1946年3月11日、イスラムに対する誹謗に対してカスラヴィが裁判にかけられていた時、カスラヴィと彼の助手の一人であるSeyyed Mohammad Taghi Haddadpourはテヘランの公開裁判所で Navvab SafaviというFadayan-e Islam（イスラームに身を捧げた人たち）と呼ばれるテロ組織を創設した過激派シーア派の聖職者と仲間の2人にナイフで刺され殺された。同じ組織が1945年の4月初期にテヘランでカスラヴィを暗殺することに失敗していた。Ayatollah BorujerdiとAyatollah Sadrはカスラヴィの死についてのファトワーを刊行した。

## 著書
有名なカスラヴィの著書一覧
- The 18 Year History of Azarbaijan
- The Constitutional History of Iran
- The Forgotten Kings
- The 500 Year History of Khuzestan
- A Brief History of The Lion and Sun
- Sheikh Safi and His Progeny
- Azari or the Ancient Language of Azerbaijan
- varjavand bonyad
- Intellectual Movements in Iran